# Pasuk Phongpaichit
Pasuk Phongpaichit (thailändisch ผาสุก พงษ์ไพจิตร, RTGS Phasuk Phongphaichit; * 11. Februar 1946) ist eine thailändische Wirtschaftswissenschaftlerin. Sie ist emeritierte Professorin für Politische Ökonomie der Chulalongkorn-Universität in Bangkok.

## Werdegang, Forschung und Lehre
Pasuk studierte Wirtschaftswissenschaft an der australischen Monash University, an der sie 1969 als Bachelor of Arts und 1971 als Master of Arts graduierte. Anschließend kehrte sie als Lecturer in ihr Heimatland an die Chulalongkorn-Universität zurück, ging aber nach zwei Jahren für ein Ph.D.-Studium erneut ins Ausland und wurde 1979 an der University of Cambridge in England promoviert. Thema ihrer Dissertation war der wirtschaftliche und soziale Wandel in Thailand während der Militärdiktatur unter Sarit Thanarat und Thanom Kittikachorn (1957–1973). Nach vier Jahren als Entwicklungsökonomin im Asiatischen Regionalteam für Beschäftigungsförderung beim International Labour Office wurde sie 1985 als Associate Professor wieder an die Wirtschaftswissenschaftliche Fakultät der Chulalongkorn-Universität berufen. Dort leitete sie von 1990 bis 1993 das Zentrum für Politische Ökonomie, bevor sie 1999 zur ordentlichen Professorin aufstieg. Seit ca. 2012 ist sie emeritiert.
Im Mittelpunkt der Arbeiten Pasuks stehen insbesondere die wirtschaftliche Entwicklung Thailands sowie Südostasiens sowie die Auswirkungen von Betrug und Korruption. Dabei liegt einer ihrer Schwerpunkte insbesondere auf der Asienkrise und ihre Auswirkungen sowie dem damit zusammenhängenden Aufstieg Thaksin Shinawatras und dessen als Thaksinomics bezeichnete Wirtschafts- und Gesellschaftspolitik, die in den Putsch in Thailand 2006 mündete. Bei vielen Publikationen hat sie mit ihrem Ehemann, dem Historiker Chris Baker, zusammengearbeitet, dies beinhaltet auch zahlreiche Werke zur thailändischen Geschichte und Literatur. Unter dem Pseudonym Chang Noi („kleiner Elefant“) schrieb das Paar zudem eine regelmäßig erscheinende Kolumne für die englischsprachige thailändische Zeitung The Nation.